# Curel, Alpes-de-Haute-Provence
Curel är en kommun i departementet Alpes-de-Haute-Provence i regionen Provence-Alpes-Côte d'Azur i sydöstra Frankrike. Kommunen ligger  i kantonen Noyers-sur-Jabron som ligger i arrondissementet Forcalquier. År 2022 hade Curel 59 invånare.

## Befolkningsutveckling
Antalet invånare i kommunen Curel
Referens: INSEE